# Герб Городенки
Герб Городенки — офіційний символ міста Городенки в Івано-Франківській області. Затверджений у 13 вересня 1991 року міською радою Городенки. Авторами герба є А.Гречило та І.Турецькій. 

## Опис
Щит розсічений. У правому зеленому полі золоті в’їзні ворота, в лівому синьому – три срібні смуги. Ворота вказують на назву міста та перекази про давність часу його виникнення. Три смуги означають три мости через річку Ямгорів, які з’єднували передмістя: Монастирський Кут, Котиківку, Фільварків Кут.

## Історія

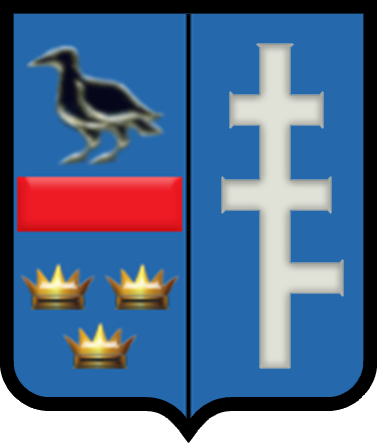
Герб ХІХ ст.

За часів австрійського панування Городенка використовувала герб, складений з територіального символу Галичини та герба Потоцьких. Його опис наступний: «Щит розтятий. У першій частині герб Галичини, у другій – герб графів Потоцьких: на синьому тлі срібний 5-раменний  хрест». 
Цей герб не підкреслював самобутності Городенки, а був типовим прикладом підміни місцевих символів приватним.